# Ateleopodidae
Az Ateleopodidae a csontos halak (Osteichthyes) főosztályának sugarasúszójú halak (Actinopterygii) osztályába és a Ateleopodiformes rendjébe tartozó egyetlen család.

## Rendszerezés
A családba az alábbi 4 nem és 11 faj tartozik.
- Ateleopus (Temminck & Schlegel, 1846) - 4 faj 
  - Ateleopus indicus
  - Ateleopus japonicus
  - Ateleopus natalensis
  - Ateleopus purpureus
  - Ateleopus tanabensis

- Guentherus (Osório, 1917) - 1 faj
  - Guentherus altivela

- Ijimaia (Sauter, 1905) - 5 faj
  - Ijimaia antillarum
  - Ijimaia dofleini
  - Ijimaia fowleri
  - Ijimaia loppei
  - Ijimaia plicatellus

- Parateleopus (Smith & Radcliffe in Radcliffe, 1912) - 1 faj 
  - Parateleopus microstomus